# Han Kuo-yu
Daniel Han Kuo-yu (韓國瑜T, Hán GuóyúP; Nuova Taipei, 17 giugno 1957) è un politico taiwanese.
È stato membro dello Yuan legislativo dal 1993 al 2002, rappresentando una parte della contea di Taipei. Successivamente è diventato direttore generale della Taipei Agricultural Products Marketing Corporation. Han è stato eletto sindaco di Kaohsiung nel novembre 2018, e divenne il primo politico del Kuomintang da Wu Den-yih nel 1998 a ricoprire la carica. Han e Chang San-cheng hanno rappresentato il partito KMT alle elezioni generali a Taiwan del 2020, venendo sconfitti da Tsai Ing-wen e William Lai.